# تماپاچ
تماپاچ (به اسپانیایی: Temapache) از شهرهای کشور مکزیک است که در ایالت وراکروز قرار دارد و جمعیت آن طبق سرشماری سال ۲۰۱۰ میلادی ۱۰۴٬۵۰۰ نفر بوده است.